# Trzęsak listkowaty

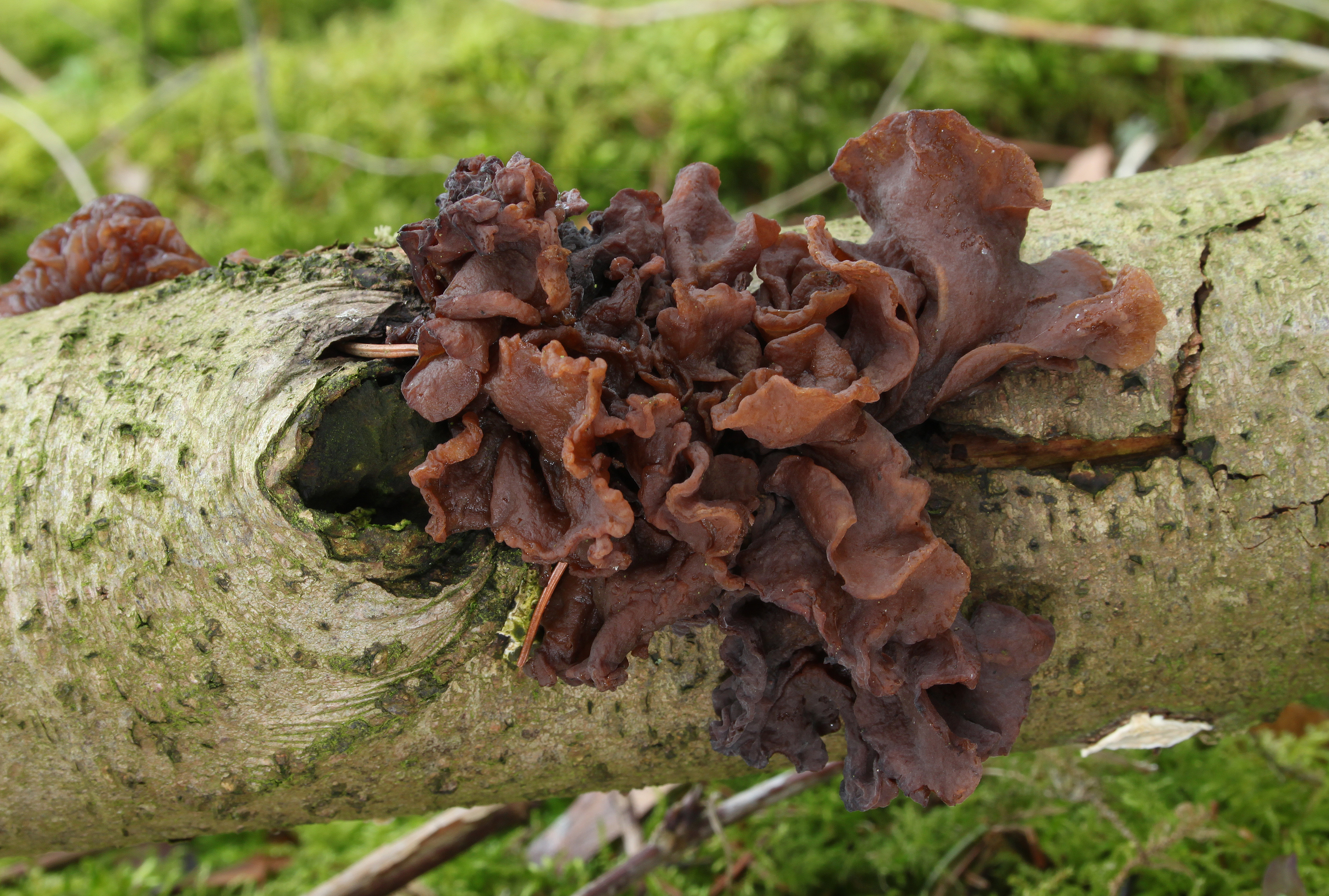

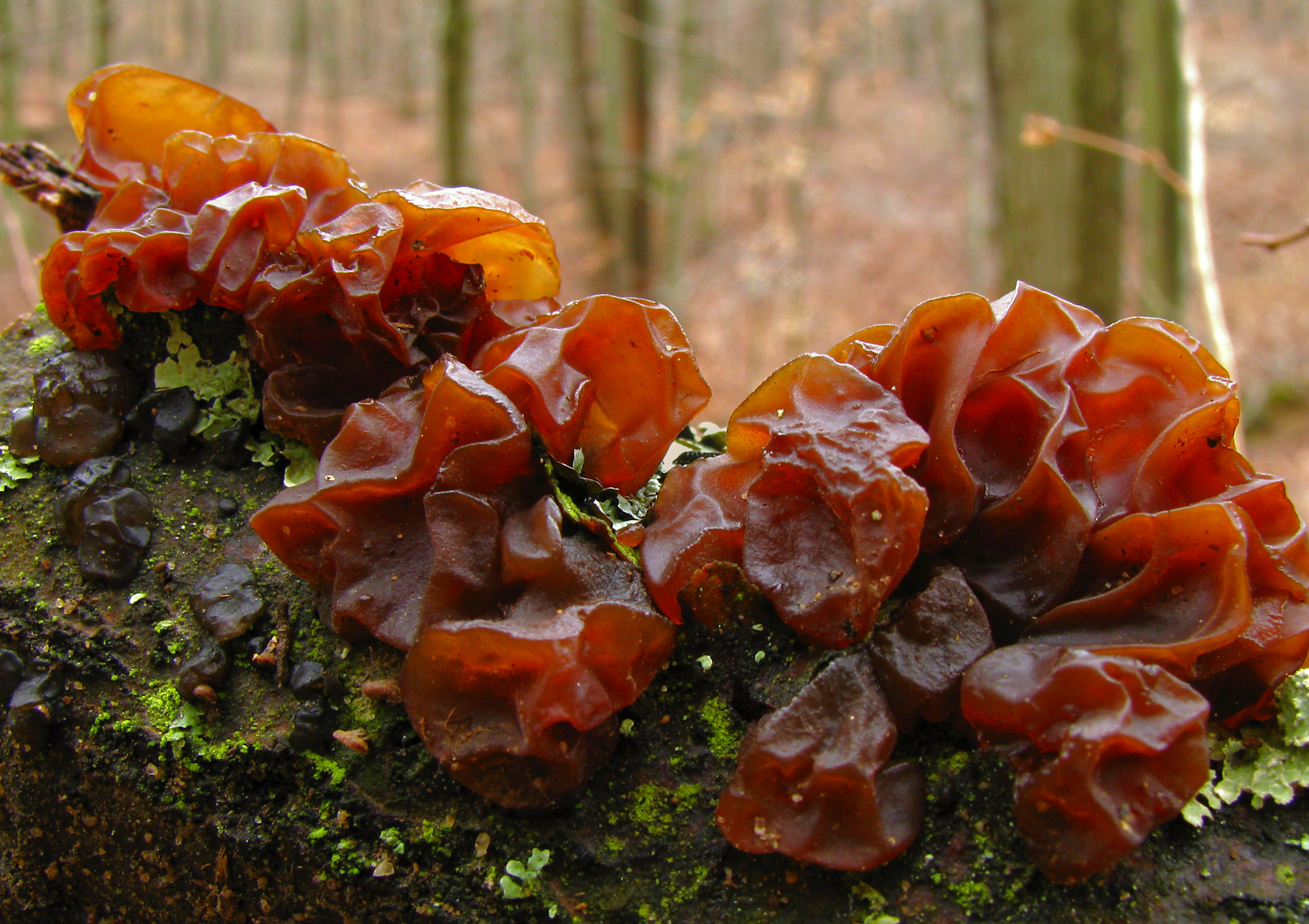

Trzęsak listkowaty (Phaeotremella foliacea (Pers.) Wedin, J.C. Zamora & Millanes) – gatunek grzybów należący do rodziny trzęsakowatych (Tremellaceae).

## Systematyka i nazewnictwo
Pozycja w klasyfikacji według Index Fungorum: Phaeotremella, Tremellaceae, Tremellales, Incertae sedis, Tremellomycetes, Agaricomycotina, Basidiomycota, Fungi.
Po raz pierwszy opisał go w 1800 r. Christiaan Hendrik Persoon, nadając mu nazwę Tremella foliacea. Obecną, uznaną przez Index Fungorum nazwę nadali mu Wedin, J.C. Zamora i Millanes w 2006 r.
Synonimy:
- Exidia foliacea (Pers.) P. Karst. 1889
- Gyraria foliacea (Pers.) Gray 1821
- Naematelia foliacea (Pers.) Bonord. 1864
- Tremella foliacea Pers. 1800
- Ulocolla foliacea (Pers.) Bref. 1888[2].

Polską nazwę podał Władysław Wojewoda w 1977 r., dawniej w polskim piśmiennictwie mykologicznym gatunek ten opisywany był też jako kisielec frędzlowaty, trzęsidło kędzierzawe, móżdżak liściasty, trzęsidło strzępiaste, trzęsak strzępiasty. Po przeniesieniu go do rodzaju Phaeotremella nazwy polskie stały się niespójne z nazwą naukową.

## Morfologia
Grzyb tremelloidalny.
Owocnik
Średnica 3–15 cm. U młodych okazów jest mózgowato pofałdowany, potem staje się płatowaty. Tworzy nieregularne, pozrastane płaty i fałdy o zaokrąglonych brzegach. Kolor cynamonowobrązowy o cielistym odcieniu lub mniej lub silniej brązowy. Czasami owocniki mogą osiągnąć nawet rozmiar głowy.
Miąższ
W stanie wilgotnym jest galaretowaty i sprężysty, podczas suchej pogody twardy, chrząstkowaty i niemal czarny.
Wysyp zarodników
Biały. Zarodniki okrągłe lub szerokoeliptyczne, o rozmiarach 9–12 × 9–6 μm. Zarodniki wytwarzane są na całej powierzchni owocnika.
Gatunki podobne
- uszak bzowy (Auricularia auricula-judae), kształtem przypomina ucho i rośnie najczęściej na bzach[4],
- uszak skórnikowaty (Auricularia mesenterica), też rośnie na drewnie liściastym, ale ma owocniki na górnej stronie wielobarwnie strefowane, na dolnej żyłkowane[4],
- kisielnica karmelowata (Exidia saccharina), występująca tylko na drzewach iglastych.
- Inne gatunki z rodzaju Phaeotremella, np. występujący na drzewach liściastych Phaeotremella frondosa[8].

## Występowanie i siedlisko
Gatunek jest szeroko rozprzestrzeniony. Występuje w Ameryce Południowej i Północnej, w Azji, Europie, Afryce i w Nowej Zelandii. W Polsce jest rzadki. Znajduje się na Czerwonej liście roślin i grzybów Polski stopień zagrożenia nieokreślony. Wydzielenie kilku nowych gatunków z rodzaju Phaeotremella nie różniących się zbytnio morfologicznie, sprawia, że dane o występowaniu wymagają aktualizacji.
Rośnie na martwym drewnie drzew iglastych razem ze skórnikiem krwawiącym którego jest pasożytem. Owocniki pojawiają się przez cały rok, najczęściej jednak jesienią i podczas łagodnej zimy (jeśli nie jest zbyt sucho).

## Znaczenie
Nadrzewny grzyb saprotroficzny. Jednak nie tylko rozkłada martwe drewno, ale również pasożytuje na grzybni skórników, rosnących na tym samym drewnie. Nie jest trujący, jednak jest bez smaku, ma znikomą wartość odżywczą i w Europie uważany jest zazwyczaj za grzyb niejadalny, jednak w Chinach jest grzybem jadalnym.
Grzyb leczniczy. Prowadzono badania naukowe nad wykorzystaniem tego gatunku w medycynie i stwierdzono jego właściwości lecznicze. Ekstrahowane z grzybni polisacharydy w dawce 300 mg/kg wagi ciała, po dootrzewnowym wstrzyknięciu myszom, hamowały wzrost złośliwego nowotworu – mięsaka.